# Кузнецов, Николай Ефимович
Николай Ефимович Кузнецов (1876, Москва — 1970, Москва) — русский и советский художник.

## Биография
Начал рисовать в раннем детстве, занимался преимущественно частным образом.
В 1896 году поступил на юридический факультет Московского университета и, параллельно, пошёл учиться в частную студию К. Коровина и В. Серова, где его однокашниками становятся такие художники, как Николай Тархов, Александр Средин, Василий Денисов и др.
С 1906 года участвовал в выставках Московского товарищества художников. В 1907 году, по совету Коровина, уезжает в Европу, где проводит три года, обучаясь у Шарля Герена, в студии Коларосси, Академии Витти у Англады Камаразы, Студии Матисса у Анри Матисса.
Вернувшись в Россию в 1910 году, продолжает совершенствоваться под руководством Константина Коровина. В 1911 году, под руководством Коровина, пишет картину «За работой», которая была показана на 41-й выставке Товарищества передвижных художественных выставок и была повешена между работами Ильи Репина и Василия Поленова (ныне находится в Нижегородском государственном художественном музее).
С 1912 года участвует в выставках общества «Свободное искусство», а в 1915 году становится председателем этого общества и остается им вплоть до 1922 года.

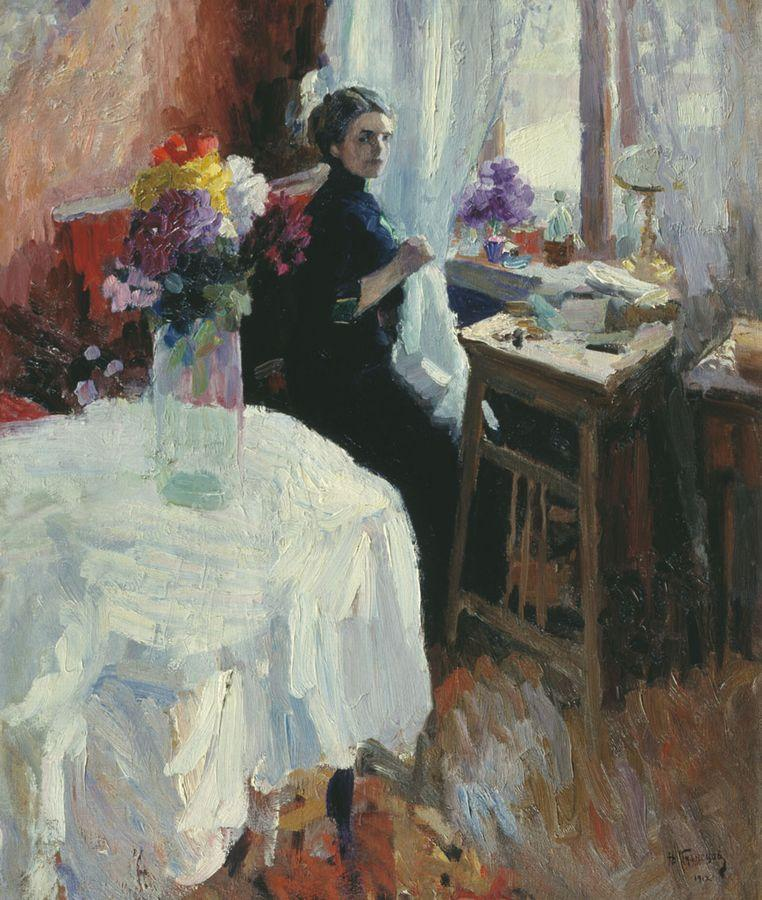
За Работой, 1912

В 1913, 1914 и 1915 гг. участвует в выставках Московского салона.
В 1916 и 1917 годах, вместе со своим другом и соратником Михаилом Лебланом, активно участвует в выставках и является казначеем общества «Бубновый валет», выставляет преимущественно натюрморты.
После революции, в 1918 году, оформил Пресненский район Москвы к первому празднику Первомая, много работает для театра Пресненского района, создает Пролетарский музей Пресненского района, открывает собственную студию на Спиридоновке, оформляет Театральную площадь к съезду III Интернационала, участвует в открытии МТЮЗа, возглавляет художественную студию в ГМИИ им. Пушкина, в конце 1930-х годов преподаёт, совместно с И. Блохиным, М. Лебланом и Ф. Рербергом, на курсах в Строгановском училище. В 1933 году Кузнецов вступает в МОССХ, откуда его исключают в 1937 как «не нашедшего своего творческого лица», и лишь в 1943 году его восстанавливают в МОССХе, по ходатайству Кончаловского, Осьмеркина и Крайнева, а также личному указанию С. В. Герасимова, бывшего в тот момент председателем.
Только в 1963 году получил право провести персональную выставку в Доме художника на ул. Жолтовского (ныне Ермолаевский пер.). За ней последовала вторая и третья персональные выставки, которые прошли в 1969 г. в Москве (выставочный зал МОССХ на ул. Горького) и Челябинске (ЧОКГ).
В 1959 году обратился во многие региональные музеи с просьбой рассмотреть возможность приобретения у него работ. Многие откликнулись и на сегодняшний день его работы находятся в: Государственной Третьяковской галерее, Челябинской областной картинной галерее, Владимиро-Суздальском музее-заповеднике, Красноярском государственном художественном музее им. В. И. Сурикова, Нижегородском государственном художественном музее, Национальном художественном музее Белоруссии, Краснодарском краевом художественном музее, Музее истории и реконструкции Москвы, Саратовском художественном музее, Тульском художественном музее, Таганрогском художественном музее и др.
Похоронен на Ваганьковском кладбище.
В отделе рукописей ГТГ имеется фонд Н. Е. Кузнецова (№ 122). В РГАЛИ имеется фонд Н. Е. Кузнецова (№ 2442).

## Выставки
- 1906. Выставка картин Московского товарищества художников в здании Исторического музея. Каталог в РГАЛИ.
- 1906. Вторая выставка молодых художников. Каталог в РГАЛИ.
- 1907. Выставка Московского товарищества художников.
- 1912. 41 выставка картин Товарищества передвижных художественных выставок.
- 1912, 1913, 1914, 1915. Выставки общества художников «Свободное Искусство».
- 1913, 1914, 1915. Выставки Московского Салона.
- 1914. XIII периодическая выставка картин Императорской Академии художеств в Екатеринодарской городской картинной галерее. Каталог в РГАЛИ.
- 1916, 1917, 1918, 1922. Выставки картин и скульптуры общества «Современная Живопись». Каталоги в РГАЛИ.
- 1916. Выставка картин и скульптур общества «Бубновый Валет». Каталог в РГАЛИ.
- 1917. Выставка картин художников общества «Бубновый Валет». Каталог в РГАЛИ.
- 1919. I, II выставки Московского хранилища произведений современного искусства. Каталог в РГАЛИ.
- 1936. Выставка 4-х художников: Каптерева, Пустовалова, Устинова, Кузнецова, в Доме художника (Ермолаевский переулок).
- 1963. Персональная выставка в Доме художника (Ермолаевский переулок). Каталог в РГАЛИ.
- 1969. Персональная выставка. Москва, Выставочных зал МОССХ (ул. Горького).
- 1969. Персональная выставка в Челябинской областной картинной галерее.
- 1980. 2-я «Выставка из частных собраний», Челябинская областная картинная галерея.
- 1994. «Модерн: взгляд из провинции», Челябинская областная картинная галерея.
- 2008. «Русская живопись XVIII — первой трети XX века из собрания Челябинского „Музея искусств“», Государственная Третьяковская галерея, Москва.